# WIND
WIND är en satellit för rymdfysikforskning, uppsänd av NASA. Satellitens uppgift är att från Solen-Jordens Lagrangepunkt L1, studera solvinden och jordens magnetosfär.
WIND sköts upp med en Delta II-raket från Cape Canaveral Air Force Station, den 1 november 1994 och nådde först 2004 sin omloppsbana runt L1.
WIND är tvilling med satelliten Polar